# Justin Rakotoniaina
Justin Rakotoniaina, född 14 december 1933, död 2001 var Madagaskars premiärminister från den 12 augusti 1976 till den 1 augusti 1977.